# Franz Regli
Franz Regli (Netstal, 14 april 1935) is een Zwitsers componist, muziekpedagoog, dirigent, contrabassist en gitarist. 

## Levensloop
Regli studeerde van 1956 tot 1960 klassieke gitaar, contrabas, muziektheorie, instrumentatie en piano, maar ook jazz bij Francis Burger aan het Konservatorium für Klassik und Jazz te Zürich. Tegelijkertijd was hij contrabassist in het Tonhalle Orchester Zürich. 
Vanaf 1972 tot 1991 was hij dirigent van de Harmoniemusik Glarus te Glarus. Dat leverde de muzikale prestatie bij de "Glarner Landsgemeinde". In 1979 richtte hij een mandolinekwartet op dat regionale bekendheid verwierf. Hij richtte eveneens het instrumentaal ensemble Franz Regli und seine Musikanten op, waarin ook een Bouzouki vertreden was.
Hij schreef werken voor harmonieorkest, een cantate en voor zijn eigen ensembles. In 1987 werd hij met de Kultur-Förderungspreis van het kanton Glarus onderscheiden.

## Composities

### Werken voor orkest
- Der Sturm Poseidons, voor orkest

### Werken voor harmonieorkest
- Ali Baba en de veertig rovers (Ali Baba und die vierzig Räuber)
- Alpenfuge und Rock-Polka, voor alpenhoorn solo en harmonieorkest
- Alphorngrüße aus Mamboland, voor alpenhoorn en harmonieorkest
- Die launische Baßtuba
- Im Simplon-Dorf, voor alpenhoorn en harmonieorkest
- Intrada Festiva
- Kosaken-Ouvertüre
- Marching Sound Festival
- Mis in Es groot, voor solisten, gemengd koor en harmonieorkest
- Piccolo tambour
- Ratsherren Marching Blues
- Rhytmik Sound for Military Band
- Saxophonie
- Schweizer Rhapsodie
- Swingin' Rhapsodie
- Zur Feier

### Cantates
- 2009 Kantate Sankt Fridolin, cantate voor spreker, bariton solo, gemengd koor en orkest - tekst: Walter Böniger naar "Vita Sancti Fridolini" van Balther von Säckingen - première: 6 maart 2010, St.-Hilarius-kerk te Näfels

### Werken voor koren
- Abendständchen, voor gemengd koor
- Dr Glarner Säntäpuur, voor mannenkoor
- Morgenwelt, voor mannenkoor
- Rütlischwur, voor mannenkoor
- Schöne Girls von Puerto Rico, voor zangstem en gemengd koor

### Kamermuziek en instrumentaal ensemble met zang
- Am Stammtisch
- Das Meerjungfrauen Island
- Der Örgelimaa
- Der Papagei
- Die Heimkehr nach Mistery Island
- dr Männerchor von Schwändisrohr
- Homeride of Georg Hug, voor zangstem en instrumentaal ensemble
- I want to to Nashville, voor zangstem en instrumentaal ensemble
- Intermezzo und Friendship, voor zangstem en instrumentaal ensemble
- Risotto-Fäscht
- S'isch Chilbiziit
- Sirtaki-Polka

### Werken voor mandoline
- Lago Mio
- Tessiner Salami, Brot und Wy, voor mandolinekwartet
- Von Gestern bis Heute, voor mandolineorkest